# Tony Barton (Fußballspieler)
Anthony Edward „Tony“ Barton (* 8. April 1937 in Sutton, London; † 20. August 1993 in Southampton) war ein englischer Fußballspieler und -trainer. Bekannt wurde er vor allem als Trainer von Aston Villa, wobei er zunächst als Assistent von Ron Saunders die englische Meisterschaft 1981 gewann und die „Villans“ in der Saison darauf nach dem plötzlichen Rücktritt von Saunders zum Sieg im Europapokal der Landesmeister sowie im Januar 1983 im Supercup führte.

## Sportlicher Werdegang

### Spielerkarriere
Die aktive Laufbahn des im Südlondoner Stadtteil Sutton geborenen Barton verlief zunächst ohne nennenswerte Höhepunkte. Bei dem ebenfalls in der englischen Hauptstadt angesiedelten FC Fulham, der seit 1952 nur noch in der zweiten Liga spielte, kam Barton nach seiner Beförderung in den Profikader im Mai 1954 nur selten in der ersten Mannschaft zum Einsatz. Zumeist auf der rechten Flügelposition platziert stand er in der Hackordnung hinter dem langjährig in Fulham aktiven Arthur Stevens zurück und bestritt bis 1959 gerade einmal 49 Ligaspiele. Dabei hatte er am 24. April 1954 – am letzten Spieltag der Saison 1953/54 – bei der 2:4-Niederlage gegen Lincoln City F.C. seinen Einstand gegeben und bei seinem zweiten Auftritt am 5. März 1955 gegen Ipswich Town (4:1) das erste Ligator geschossen. In seiner letzten vollständigen Saison 1958/59 für den Verein steuerte er 15 Ligapartien und zwei Tore auf dem Weg zur Zweitligavizemeisterschaft und dem damit verbundenen Aufstieg in die höchste englische Spielklasse bei.
Dort absolvierte er für Fulham jedoch keine Partie und stattdessen wechselte er im Dezember 1959 zum Erstligakonkurrenten Nottingham Forest. In Nottingham blieb er gerade einmal ein Jahr und seine 22 Erstligaeinsätze dort waren Bartons einzigen Auftritte in der englischen Eliteklasse. Im Dezember 1961 heuerte er beim FC Portsmouth an, der erst kurz zuvor in die dritte Liga abgestiegen war. An der englischen Südküste fand Barton letztlich sein sportliches Glück, kehrte auf Anhieb mit dem neuen Verein in die Second Division zurück und absolvierte bis zum Abschluss seiner aktiven Karriere im Jahr 1967 insgesamt 130 Ligaspiele, in denen ihm 34 Tore gelangen. Fließend war sein Übergang in den Trainerberuf und als Assistent im Stab des FC Portsmouth sammelte er diesbezüglich erste Erfahrungen.

### Trainerlaufbahn
Im Jahr 1980 nahm Barton bei Aston Villa die Kotrainerstelle an der Seite von Ron Saunders, einem seiner Weggefährten zu Beginn der 1960er in Portsmouth, an. Unter Saunders’ Führung gewann Aston Villa 1981 die englische Meisterschaft und als er Anfang Februar 1982 nach durchwachsenen Resultaten in der heimischen Liga, aber vielversprechenden Ergebnissen im Europapokal der Landesmeister überraschend mit sofortiger Wirkung zurücktrat, trat Barton die Nachfolge an. Zunächst nur interimistisch und ab dem 1. April 1982 als dauerhafter Cheftrainer angestellt, setzte Aston Villa unter Barton den Siegeszug im europäischen Landesmeisterwettbewerb fort und gewann am Ende im Finale mit 1:0 gegen den FC Bayern München. In der Rückbetrachtung wurde Bartons Anteil an dem Titel häufig gering eingeschätzt, da die Siegermannschaft im Kern von Saunders geformt worden war und Barton (lediglich) auf die eingespielten Mechanismen vertraut hatte. Andere Analysten hingegen bewerteten Bartons besonnene Art ausdrücklich positiv und verwiesen dabei auf den nächsten Erfolg im Supercup gegen den FC Barcelona (0:1; 3:0 n. V.), der immerhin rund ein Jahr nach Saunders’ Rücktritt eingefahren wurde. Dazu gelang es Barton, die Mannschaft nach dem enttäuschenden elften Platz in der Saison 1981/82 im Jahr darauf in die „Top 6“ zurückzuführen. Zuletzt war auch der zehnte Rang in der Saison 1983/84 nicht mit einer sportlichen Katastrophe gleichzusetzen, zumal auch das Ligapokalhalbfinale erreicht worden war. Jedoch genügte dies nicht den Ansprüchen des Präsidenten Doug Ellis und so wurde Barton im Juli 1984 entlassen.
Unmittelbar nach seiner Demission bei Aston Villa übernahm Barton beim Viertligisten Northampton Town eine neue Cheftrainertätigkeit. Nach einem Herzinfarkt trat er von diesem Posten im April 1985 zurück und nach seiner Genesung war er bis Mai 1988 als Assistent von Chris Nicholl beschäftigt. In gleicher Funktion kehrte er später an alte Wirkungsstätte nach Portsmouth zurück und nach der Entlassung von Frank Burrows bekleidete er im Februar 1991 interimistisch das Cheftraineramt. Seine letzten Tätigkeiten lagen im Scoutingbereich, bevor er im Alter von nur 56 Jahren in Southampton einem erneuten Herzinfarkt erlag.

## Titel/Auszeichnungen
- Europapokal der Landesmeister (1): 1982
- Europäischer Supercup (1): 1982